# 缺肢目
缺肢目Aistopoda（来自于希腊语，意为“没有可见的脚”）是一类类似蛇类的两栖类动物，生存于石炭纪至早二叠纪的欧洲与北美，首次化石记录出现在密西西比世。

该类群的成员头骨较小，但具有特殊的大眼眶及大骨窗(fenestra)。一些较为原始的成员，如蛇螈属具有类似离片椎类的皮膜骨；但在较为高级的成员中，如冥河螈属，头骨非常轻且开放，减少了一系列在下颌上支撑头骨的支柱，类似蛇类，因此该类群有可能在古生代填补了与蛇类似的生态位。

他们的身体非常细长，具有多达 230 块全椎型（holospondylous ）椎骨，每节只骨化一次。在尾巴上缺少脉弓，神经弓较低与椎体融合。这些特征都与游螈目的特征非常相似，是典型的壳椎类特征。肋骨细长，单头或双头，形状类似字母“K”。在任何已知的化石中都没有发现四肢甚至四肢带。

最近的一篇论文描述了缺肢目头部的内部组织，发现缺肢目保留了许多类似鱼的头骨和大脑的特征，包括脊索持续延伸到头部以及脑下垂体和嘴巴之间的开放管道。由于这些特征在四足动物进化的早期就丢失了，这可能是在缺肢目起源后不久就与其他四足动物在演化上分道扬镳的证据。

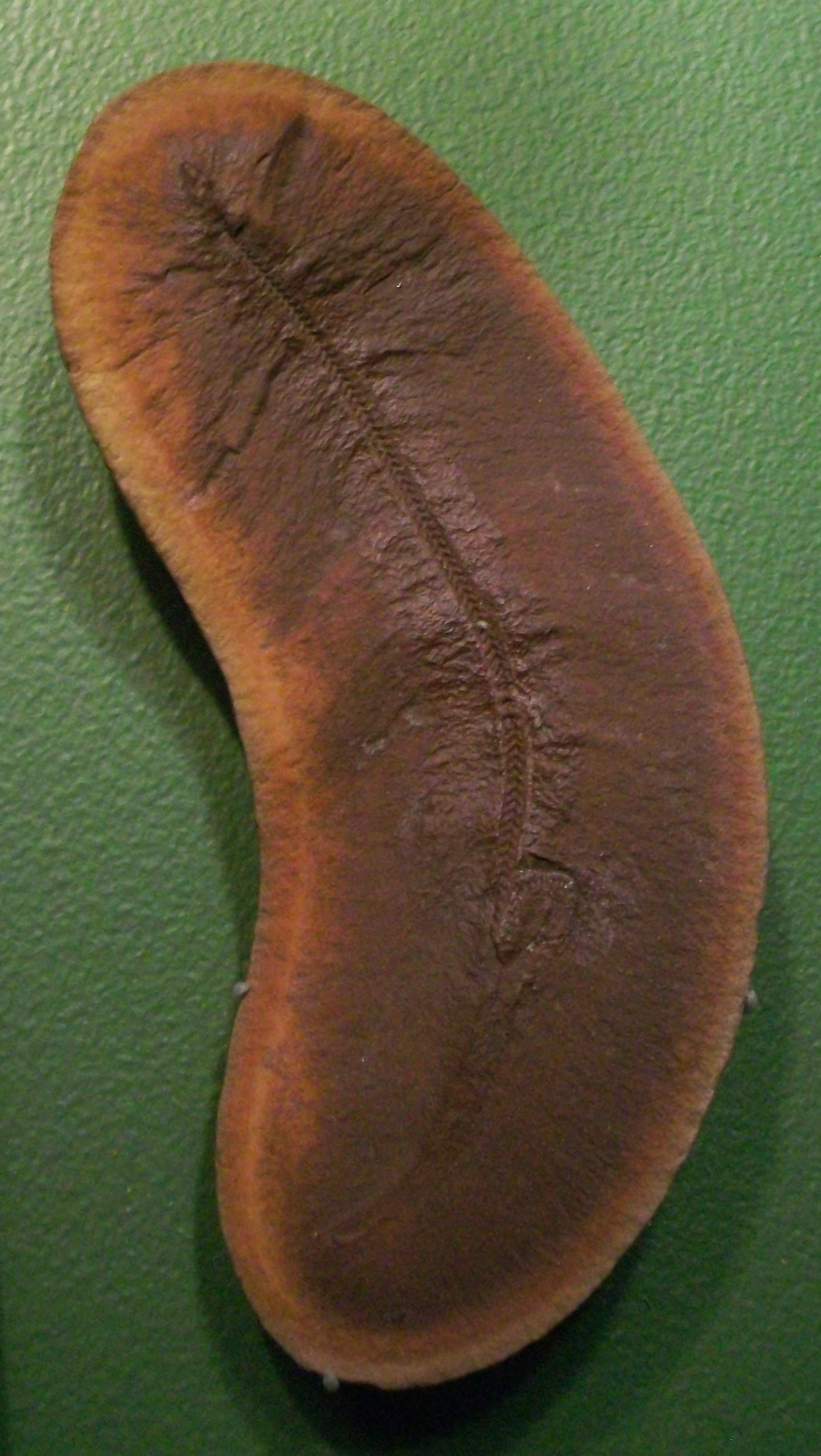
假冥河螈属的化石，来自 菲尔德自然史博物馆.